# Démarcation des frontières

Carte du plus grand segment de la frontière entre le Canada et les États-Unis le long du 49e parallèle nord déterminé par la Convention de 1818 et le Traité de l'Oregon.

La démarcation des frontières ou délimitation des frontières est le fait de déterminer le tracé d'une frontière, qu'elle soit internationale ou intérieure à un État (limite de municipalité, de circonscription électorale, etc.), terrestre, fluviale ou maritime.
Les limites internes à un État pour le découpage de son territoire afin de structurer son administration territoriale relève généralement de son gouvernement qui dispose de plusieurs moyens législatifs pour les mettre en place (loi, décret, référendum, etc.), sur des bases historiques, géographiques, économiques, démographiques, arbitraires, etc,,.
La démarcation des frontières internationales est en revanche la résultante de conflits d'intérêts entre les États voisins, que ce conflit soit militaire, diplomatique, économique, etc,. Les différents États peuvent alors signer des traités afin de déterminer de jure leurs frontières et entériner ainsi une situation de facto ou ante bellum,. Dans certains cas, ce sont des puissances étrangères qui, dans leurs anciennes colonies, protectorats ou zones d'influence, ont délimité les frontières d'autres territoires comme dans le cas de la bande de Caprivi dans le Sud-Ouest africain allemand ou le corridor du Wakhan en Afghanistan.
Toutes les frontières internationales ne sont pas délimitées. En effet des litiges frontaliers existent encore, par exemple entre l'Argentine et le Chili, la Chine et l'Inde, la France et l'Italie, l'Égypte et le Soudan, l'Éthiopie, le Kenya et le Soudan du Sudou encore l'Ethiopie et le Soudan, etc.